# Maarten Engeltjes
Maarten Engeltjes (Zwolle, 1984) is een Nederlandse contratenor (countertenor of altus). Hij zingt solopartijen (alt) in oratoria en andere vocale werken en treedt op als operazanger.

## Biografie
Engeltjes zong op zijn vierde jaar als jongenssopraan in het Elburgse Stadsknapenkoor. Als zestienjarige maakte hij zijn solodebuut als countertenor-solist in de Matthäus-Passion van Johann Sebastian Bach. Een belangrijke rol in die periode speelde de Britse countertenor Michael Chance. Hij selecteerde de toen 19-jarige Engeltjes voor een masterclass, die op de Nederlandse televisie werd uitgezonden. Engeltjes' bekendheid in Nederland werd in 2004 verder vergroot door een televisieprogramma waarin hij samen met Chance enkele duetten zong, waaronder An ode on the Death of Mr. Henry Purcell, gedirigeerd door Gustav Leonhardt. Engeltjes studeerde in 2007 cum laude af aan het Koninklijk Conservatorium (Den Haag). Tijdens zijn opleiding had hij onder meer les van Maria Acda, Manon Heijne en Andreas Scholl. De gezaghebbende The Bachtrack-website, Classical Music website, plaatste Engeltjes in 2014 op de zesde plaats van 's werelds meest gevraagde countertenors.

## Opera's en concerten
Engeltjes treedt veel op als solist met internationale orkesten en operagezelschappen. Het repertoire van Engeltjes omvat hoofdrollen in opera's (o.a. de rol van Cherubino in Mozarts Le nozze di Figaro) en solopartijen in grote oratoria zoals de Matthäus-Passion, de Johannes-Passion en het Weihnachtsoratorium van Bach en de Messiah van Händel, maar ook kamermuziek en liederenrecitals van bekende en minder bekende componisten. Naast Bach en Händel zijn Monteverdi, Vivaldi, Purcell, Cavalli en Pergolesi favoriet. Engeltjes treedt op in grote en kleinere zalen in Nederland en over de hele wereld. Hij was verschillende keren te gast in het Koninklijk Concertgebouw en het Muziekgebouw aan 't IJ (beide in Amsterdam), De Doelen (Rotterdam), Pieterskerk (Leiden), Philharmonie Haarlem. Belangrijke buitenlandse optredens in de afgelopen jaren waren in Lincoln Centre (New York), Théâtre des Champs-Élysées (Parijs), Philharmonie (Berlijn), Izumi Hall (Tokyo), Palao de la Musica (Barcelona), Barbican Hall (Londen), Salle Bourgié (Montreal), Tonhalle (Zürich), en Konzerthaus (Wenen). In 2017 trad hij op in Monteverdi's Il ritorno d’Ulisse onder leiding van Emmanuelle Haïm als ‘La Fragilité humaine’ en als Pisandro, onder meer in het Théâtre des Champs-Élysées in Parijs. In 2020 maakt hij, begeleid door pianist Jan-Paul Grijpink, een tournee met de 24-delige liederencyclus Winterreise van Franz Schubert.

## Cd-opnamen
In 2007 verscheen het eerste eigen album van Maarten Engeltjes met liederen van Dowland, Byrd en Purcell. Daarnaast werkte Engeltjes mee aan een groot aantal Cd-opnames, zoals:
- Buxtehude Opera Omnia, Ton Koopman, deel XVII
- Bach, Magnificat & Händel, Dixit dominus

## Bijzonderheden
Naast zijn solocarrière zet Engeltjes zich in om in Nederland een nieuw publiek voor barokmuziek te bereiken. Zo startte hij in 2016 zijn eigen concertserie waarin jongenskoren centraal staan en was hij verschillende keren te gast bij de populaire televisieprogramma's De Wereld Draait Door en Podium Witteman. Omroepvereniging BNN/VARA volgde hem tijdens een internationaal tournee met het nieuwe programma Valerio International van Valerio Zeno. Mede in dit kader richtte Maarten in 2017 zijn eigen ensemble op: PRJCT Amsterdam.
- Bibsys: 15028308
- Bibliothèque nationale de France: cb16688405f (data)
- Gemeinsame Normdatei: 135521246
- International Standard Name Identifier: 0000 0000 5810 7231
- Library of Congress Control Number: n2014060057
- MusicBrainz: 0bd167d7-e066-4a30-a3ed-c2d99b95a184
- Virtual International Authority File: 80239376
- WorldCat: E39PBJgd7GrFQhYr6VfjcJwV4q